# Arenópolis
Arenópolis är en kommun i Brasilien.   Den ligger i delstaten Goiás, i den centrala delen av landet, 400 km väster om huvudstaden Brasília. Antalet invånare är 3 278.
Omgivningarna runt Arenópolis är huvudsakligen savann. Runt Arenópolis är det mycket glesbefolkat, med 3 invånare per kvadratkilometer.